# Fall Time – Blutiger Herbst
Fall Time – Blutiger Herbst (englischer Originaltitel: Fall Time) ist ein US-amerikanischer Thriller aus dem Jahr 1995. Regie führte Paul Warner, das Drehbuch schrieben Steve Alden und Paul Skemp. In den Hauptrollen sind Mickey Rourke und Stephen Baldwin zu sehen.

## Handlung
Die Freunde Tim, Dave und Joe verbringen ihren letzten Sommer nach der High School zusammen, ehe sich ihre Wege trennen. Das rebellische Trio plant einen letzten großen Streich, indem es einen Bankraub vortäuschen will. Als „Fluchtwagen“ soll der Wagen von Daves tyrannischem Vater dienen, um diesem durch die aufkommenden Ermittlungen in Erklärungsnöte zu bringen.
Während der Durchführung ihres Plans, geraten sie jedoch in einen echten Banküberfall der ehemaligen Strafgefangenen Florence und Leon. Durch eine Verwechslung wird Leon in den Streich verwickelt und Tim in den Banküberfall hineingezogen.

## Veröffentlichung
- Der Film wurde im Januar 1995 beim Sundance Film Festival uraufgeführt. Aufgrund eher negativer Kritiken wurde er anschließend in den meisten Ländern direkt auf Videokassette veröffentlicht, so auch in Deutschland am 5. September 1995[1].

## Kritik
Das Lexikon des internationalen Films sah eine „düstere und zynische Revolvergeschichte ohne Unterhaltungswert“. Dennis Schwartz sah durchaus Unterhaltungswerte wie eine vielversprechende Geschichte mit cleveren Wendungen und der 1950er Jahre Nostalgie, kritisierte aber, dass das Drehbuch die Spannung nicht aufrechterhalten könne. Das Ende fand er armselig und nicht überzeugend. Zudem wird häufig auf die homoerotische Komponente des Films allgemein und der Folterszene im Besonderen hingewiesen.

## Synchronisation
Fall Time – Blutiger Herbst wurde von der Splendid Synchron GmbH aus Köln synchronisiert. Die jungen Männer wurden dabei von Stephan Schleberger (Dave), Norman Matt (Joe) und Viktor Neumann (Tim) gesprochen. Florence wurde von Joachim Tennstedt und Leon von Daniel Werner synchronisiert.